# 賈尼斯·歐丹
賈尼斯·瑪麗·歐丹（英語：Janis Marie Oldham，1956年3月31日—2021年7月14日）是一名美國數學家，專門研究微分幾何和數學教育，並因努力指導數學學生，尤其是來自弱勢背景的學生而知名。

## 早年生活和教育
歐丹是非洲裔美國人。她於1956年3月31日出生在印第安納州印第安納波利斯，1974年畢業於北中央高中。她成為芝加哥大學的本科生，主修數學，並於1978年畢業，取得學士學位。
1980年，她前往普渡大學取得數學碩士學位，之後前往加州大學柏克萊分校攻讀博士學位，並於1990年取得數學博士學位。她的論文「超主纖維束中的連接」是關於纖維束中的連接，纖維束是用來將幾何資訊從拓樸空間的一部分傳送到另一部分的數學結構。該論文由小林昭七所監督。

## 職業生涯
完成博士學位後，歐丹成為加州大學戴維斯分校的數學講師，並於1992年成為北卡羅來納州立農業技術大學的助理教授，這是一所歷史悠久的黑人公立大學。十年後，她仍是美國僅有的幾位教授大學數學的非裔美國女性之一。她在那裡獲得終身教職，並度過了她餘下的職業生涯，直到去世前不久退休。她於2021年7月14日逝世，享年65歲。

## 服務與指導
歐丹是一位「熱情的數學導師和教授」，「特別關注能夠促進代表不足的少數族裔在數學上表現卓越的事件和活動」。她積極擔任全國數學家協會和美國數學協會的會議組織者和通訊編輯，全國數學家協會是一個特別專注於非裔美國人數學研究的數學組織，而美國數學協會則專注於專上數學教育。她也是EDGE計畫的領導者，該計畫旨在指導初學數學的研究生。

## 榮譽
2005年，歐丹榮獲由斯佩爾曼學院和無限可能會議指導委員會（Infinite Possibilities Conference Steering Committee）所頒發的埃塔·Z·法爾克納多樣性指導與承諾獎，該獎項是頒發給「在科學領域，尤其是數學科學領域，在指導與增加多樣性方面展現出專業承諾的個人」。
1994年，她榮獲全美數學家協會的傑出服務獎；2019年，她榮獲同一協會的史蒂芬斯-沙巴茲教學獎。